# Lemurien
Lemurien (ibland benämnd Lemuria)) är benämningen på olika slags geografiska teorier och områden härledda till regionen kring Stilla havet respektive Indiska oceanen. Det inbegriper dels en hypotetisk kontinent som antogs ha varit belägen i Indiska oceanen. Teorin återfinns också i framtidsspekulationer om regionen. I andra teorier är det ett alternativt namn på det förhistoriska civilisationsområde i och omkring Stilla havet, även känt under kortformen Mu.
Den förstnämnda teorin utgick från ett problem som senare istället förklarades med kontinentaldrift.
Det sistnämnda är en del av ett ännu inofficiellt område av det vetenskapliga utforskandet av vår förhistoria. Den senare baseras bland annat på spekulationer kring fynd av lämningar av "dvärgmänniskor" Homo floresiensis och dvärgelefanter, med mera på indonesiska Flores.[källa behövs]
På 2010-talet har även vetenskapliga upptäckter om en omfattande sjunken kontinentalmassa i Stilla havet fått namnet Zealandia.

## Teorier

### Zoologisk hypotes
Kontinentens existens var i det första fallet en hypotes framförd 1864 av den brittiske zoologen Philip Lutley Sclater för att förklara att lämningar efter djurgruppen lemurer återfunnits både på Madagaskar (där de fortfarande lever) och på den indiska halvön (subkontinent), men inte i de afrikanska och asiatiska områdena däremellan. Sclater antog att det mellan Madagaskar och Indien måste ha funnits en landmassa som senare försvunnit, och döpte därför denna hypotetiska kontinent till Lemuria efter djuret.
Att förklara arters geografiska förekomst med sjunkna landmassor var på den tiden en vanlig lösning. Behovet av, och stödet för, hypotesen försvann dock helt sedan plattektonik under 1900-talet har förklarat lemurproblemet i termer av kontinentaldrift.

### Förhistorisk region
I boken Forbidden Archeology – The Hidden History of the Human Race av Michael A. Cremo och Richard L. Thompson, från 1998 beskrivs en stor mängd arkeologiska fynd, som enligt författarna inte kunnat placeras in i den officiella historieskrivningen och  därför ligger bortglömda i museers och vetenskapliga institutioners arkiv och förråd. En stor mängd böcker om stillahavsregionens förhistoriska Lemurien/Mu har utkommit runt om i världen genom åren.[källa behövs]
I nyandlighet och esoterik beskrivs Lemurien ofta som ett rike vars öde delas med Atlantis – ett plötsligt och katastrofalt sjunkande i djupet. Helena Petrovna Blavatsky, en av grundarna av Teosofiska Samfundet, hävdade att Lemurien var den världsdel där den så kallade "tredje rotrasen" av människostammar utvecklades, på samma sätt som den "fjärde rotrasen" i huvudsak sägs ha utgjorts av atlantiderna.[källa behövs]

### Afrikansk framtidshypotes
Begreppet Lemuria används också som namnet på en kommande kontinentmassa, som antas skapas när delar av Östra Afrika på grund av kontinentaldriften kommer att brytas av och glida ut i Indiska Oceanen, vilket uppskattas ske om cirka 30 miljoner år, vilket bland annat beskrivs i boken Efter oss (Dougal Dixon).[källa behövs]